# Балатка, Ганс
Ганс (Ян) Балатка (нем. Hans Balatka, чеш. Jan Balatka, 5 марта 1827, Bouzov — 17 апреля 1899, Чикаго, Иллинойс) — австрийско-американский дирижёр и композитор чешского происхождения.

## Биография
Родился в семье известных музыкантов, у которых получил первые уроки музыки. Затем изучал право в родном городе, после окончания курса устроился репетитором в богатую семью в Вене. Там же совершенствовал свои музыкальные знания гармонии и композиции под руководством профессора Венской консерватории Симона Зехтера и Генриха Проха.
Музыкальную карьеру Г. Балатка начал преподавателем пения в Вене.
Участник Весны народов. Во время революции 1848—1849 годов в Австрийской империи входил в состав Академического легиона, вооружëнного студенческого формирования. После подавления восстания, эмигрировал в Соединенные Штаты.
В 1849 году прибыл в Висконсин, а после поселился в Милуоки, где стал организатором и руководителем музыкального общества (1850—1851). Сочинил несколько ораторий и опер, занимался проведением музыкальных фестивалей в Кливленде, Цинциннати, Детройте, Чикаго и Питтсбурге.
В 1860 году переехал в Чикаго и стал руководителем вновь созданной Чикагской филармонии, в 1867 году одновременно — руководитель Немецкого мужского хора (нем. Germania Männerchor).
В том же году провёл музыкальный фестиваль в Индианаполисе. В 1868 году Г. Балатка организовал музыкальный фестиваль в Чикаго, который был признан самым масштабным и успешным, из проведенных в Соединенных Штатах до этого.
После великого чикагского пожара 1871 года, уничтожившего его дом и все имущество, отправился в двухлетний концертный тур по стране.
В 1873 году организовал музыкальное общество «Песенный венок», а позже Клуб Моцарта и Чикагское музыкальное общество.
Был дирижëром Западного музыкального общества. В 1879 году основал Академию музыкального искусства Балатки, в котором его сын Кристиан и его дочерь Анна были преподавателями.
Умер в Чикаго.

## Творчество
Г. Балатка, работая руководителем Милуокского музыкального общества (1850—1860, 1871—1872), Немецкого театра (1855—1860), а также Чикагской филармонии (1860—1869), внëс значительный вклад в развитие музыкальной культуры Среднего Запада США
Автор оркестровых, фортепианных и вокальных произведения.
Г. Балатка написал «Краткую историю музыки» (1888) и «Историю Чикагского музыкального оркестра».